# 山道 (香港)

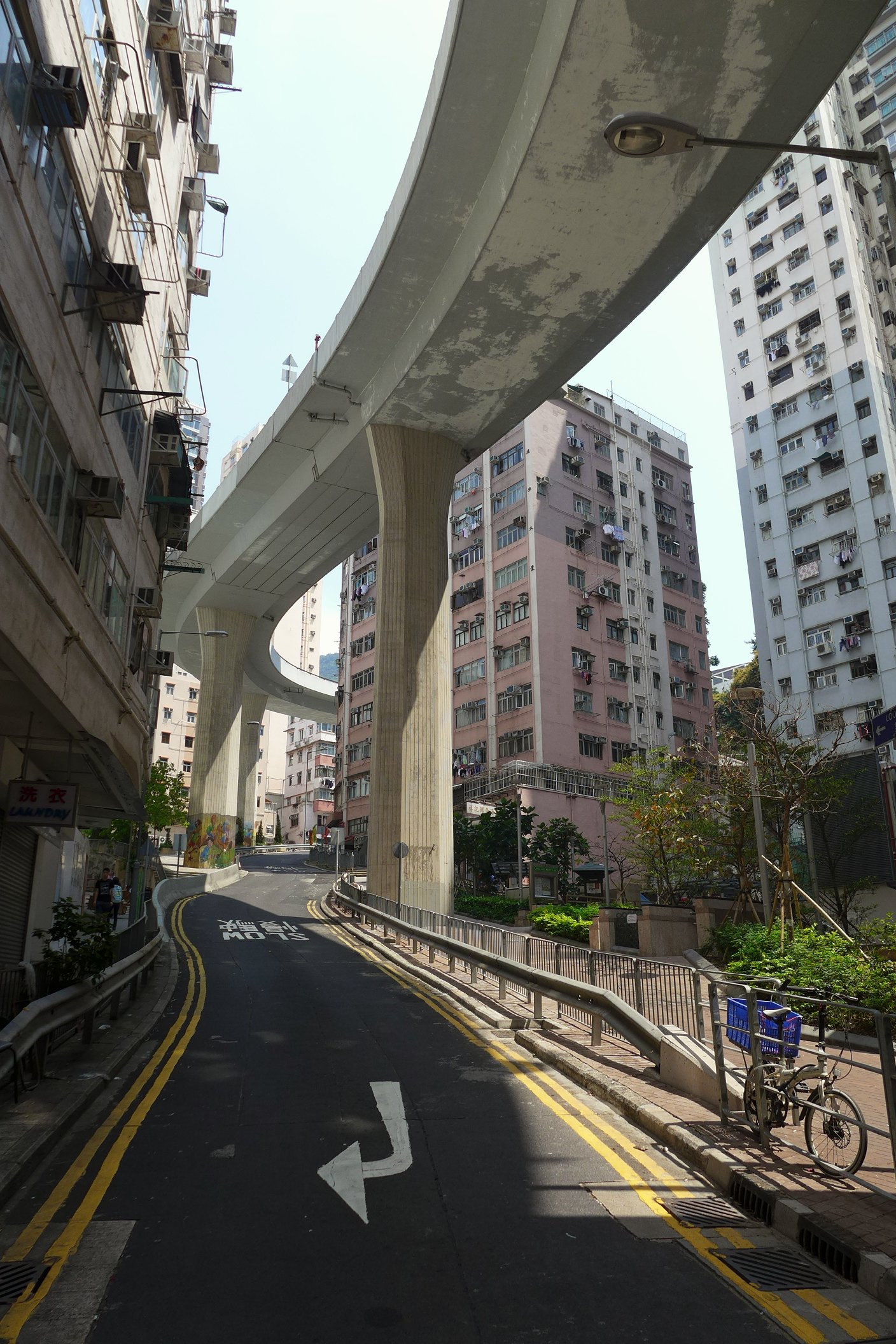
南望山道和山道天橋

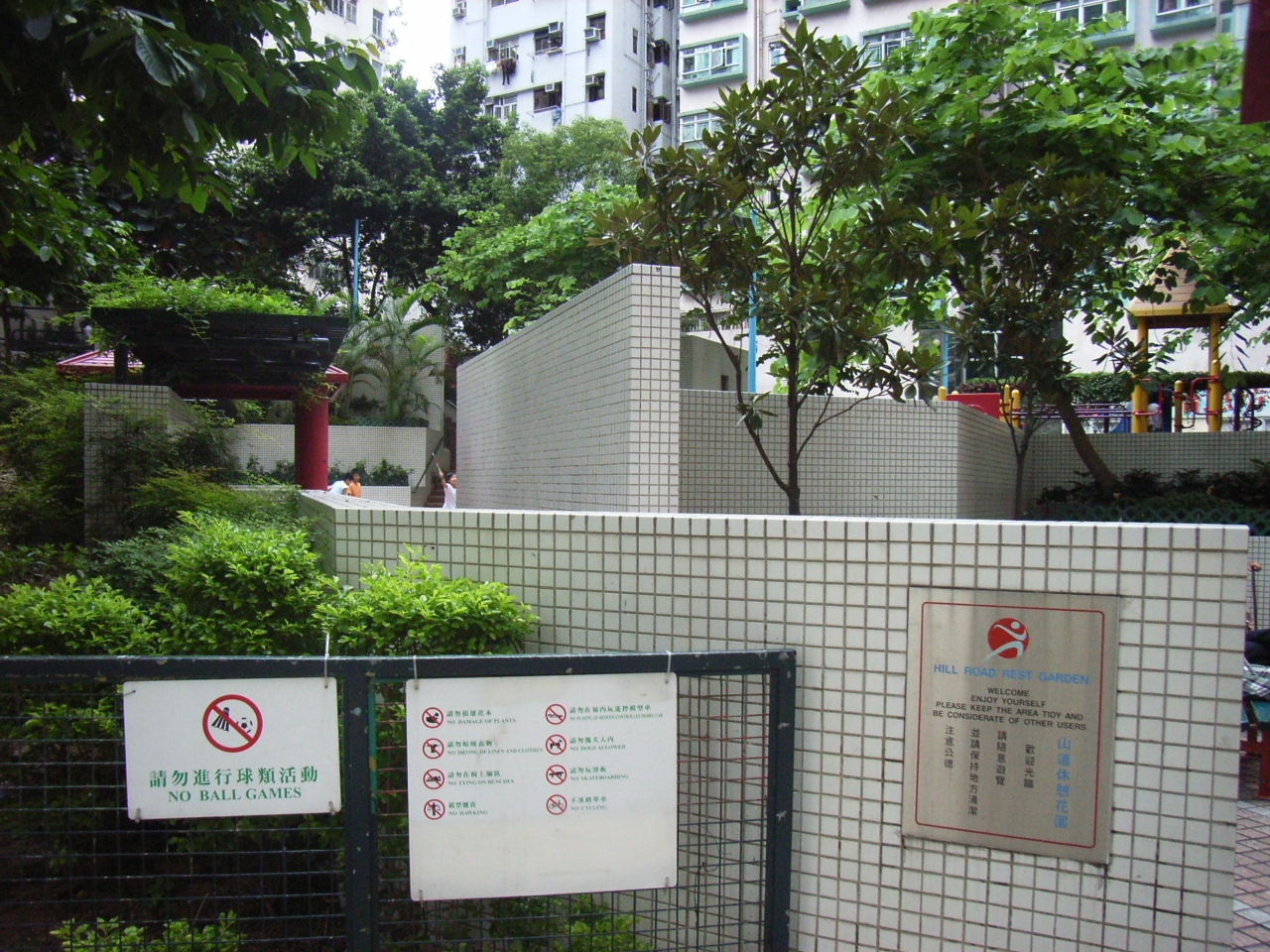
改建前的山道休憩花園（2006年）

山道（英語：Hill Road）是香港的一條街道，位於香港島，連接薄扶林和石塘咀。山道南至薄扶林道和般咸道交界，北至德輔道西和諾道西交界，是一條南北走向的下斜街道，並在山道休憩花園有一分支通往聖公會聖彼得小學(山道70號和88號校舍)及山景園。山道是一條單程路，途經保德街、遇安臺、加倫臺、南里和皇后大道西。

## 歷史
山道於昔日又俗稱為希路道。山道途經的長發大廈所在地，昔日有石塘咀最著名的四大風月場所，即「詠樂」、「倚紅」、「賽花」、「歡得」，盛極一時。亦因上述原因導致香港大學的選址問題曾於香港立法局展開激辯。

### 木樓四級火
1972年5月11日，山道48及50號一幢3層高、二戰前落成的舊木樓（今重建為南昌大廈）發生四級大火，釀成12死16傷。

### 2008年6月7日暴雨
2008年6月7日早上的暴雨，令香港大學周亦卿樓後面的天然山坡，發生嚴重山泥傾瀉。大量山泥隨著雨水沿山道流下。水退後路面滿佈泥濘，部分路面被水沖毀。

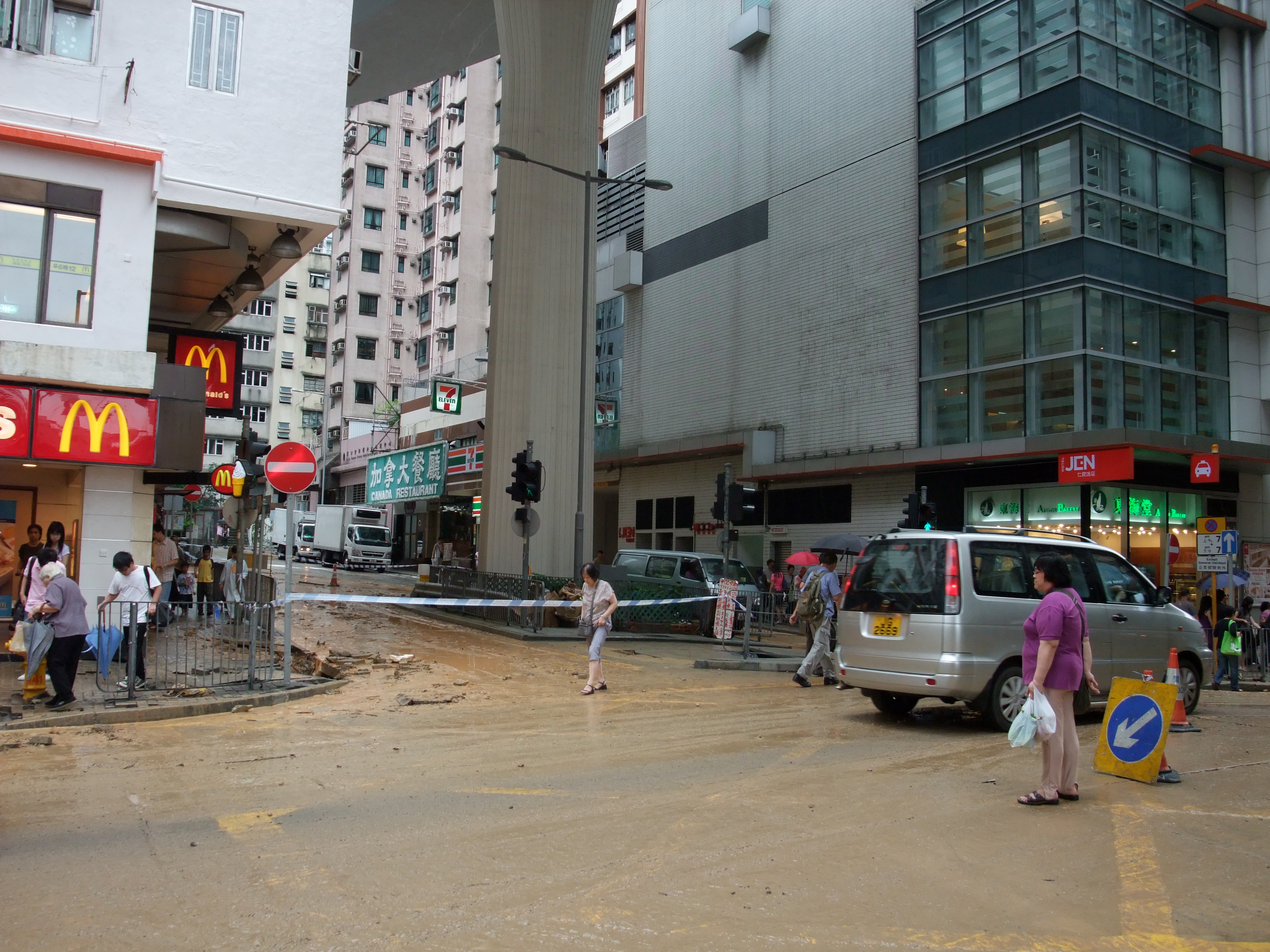
山道和皇后大道西交界，水退後路面滿佈泥濘，部分路面被水沖毀。
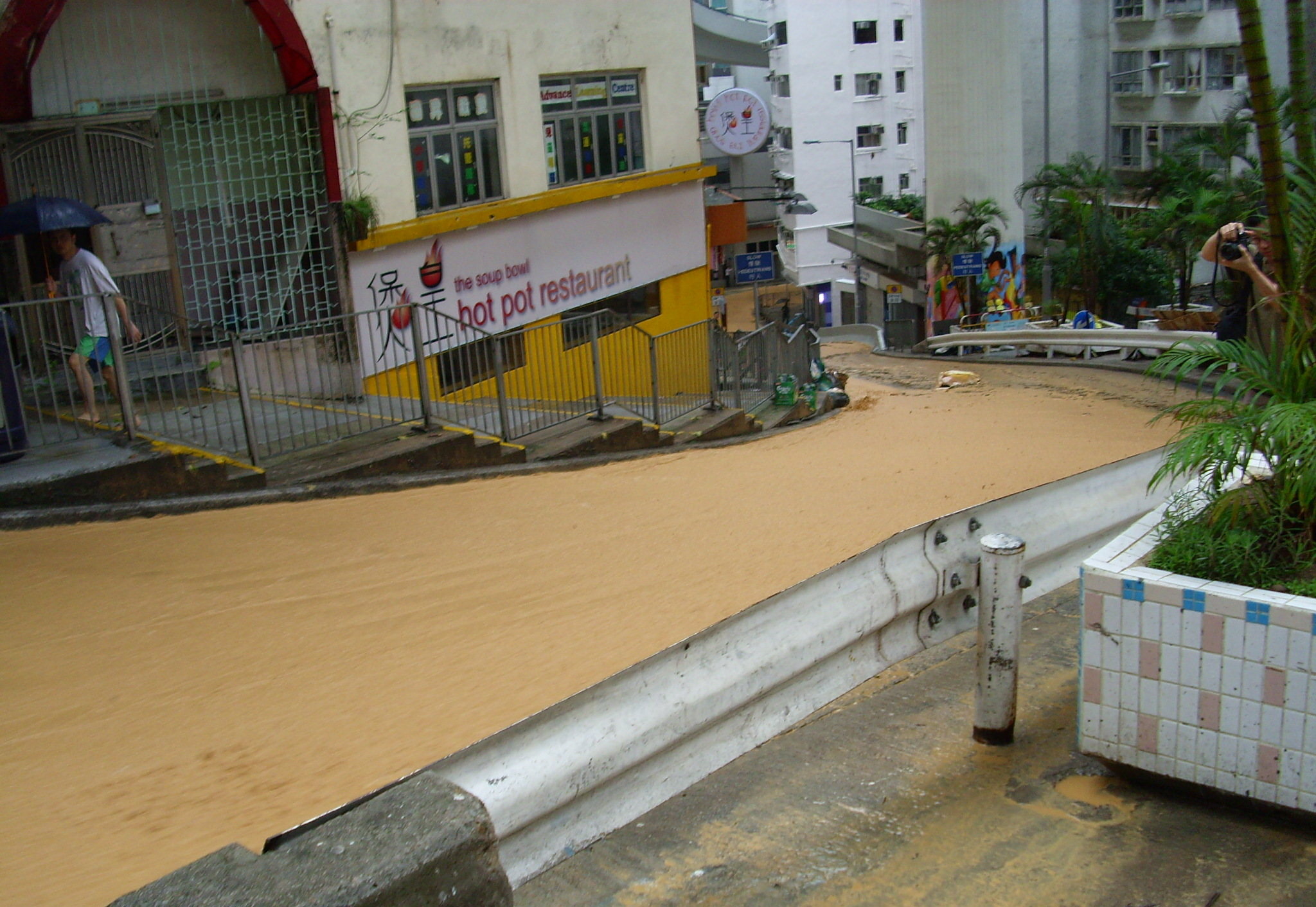
山道馬路彷彿成了一條黃河
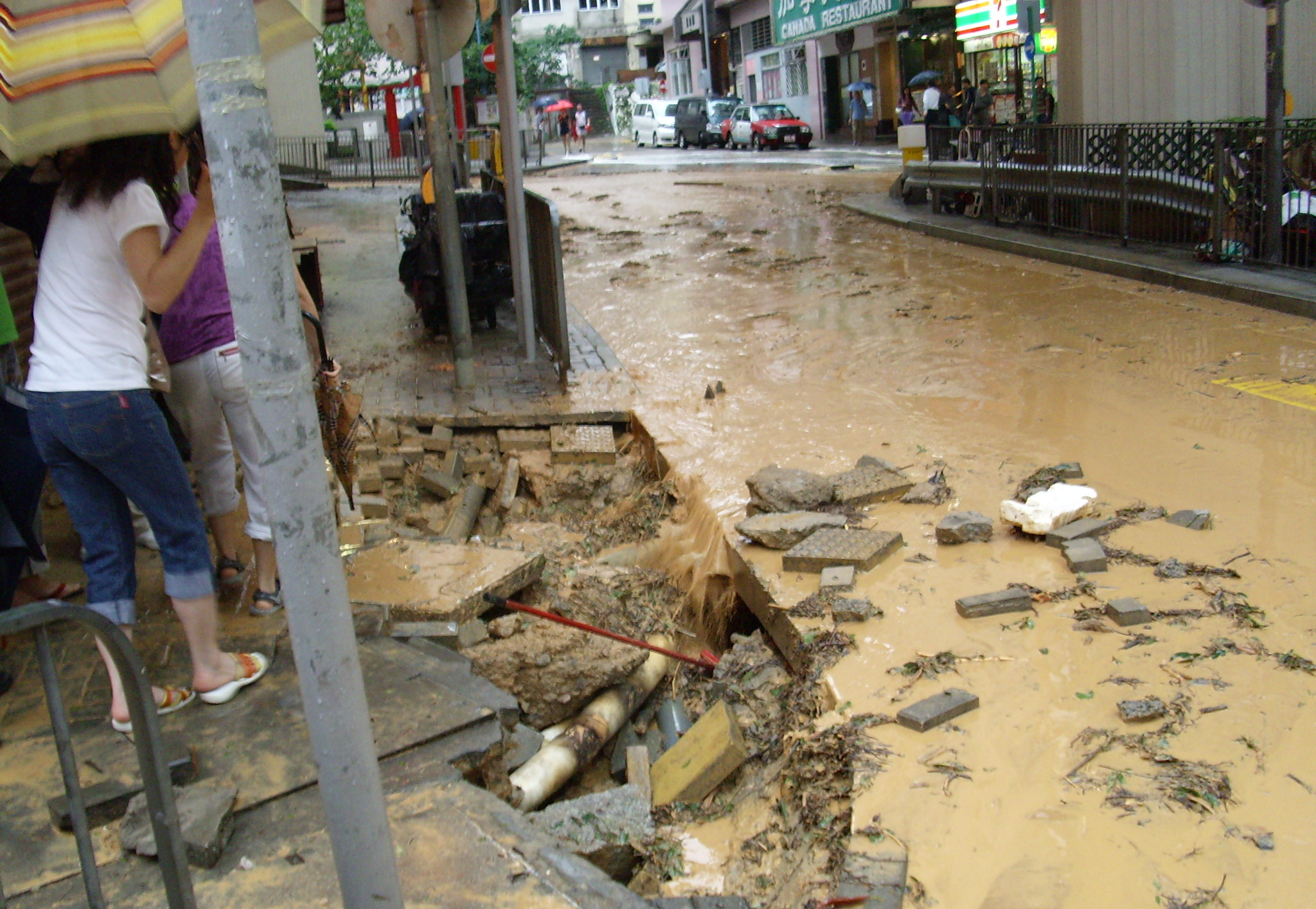
山道路面被泥石流造成的黃泥水沖毀
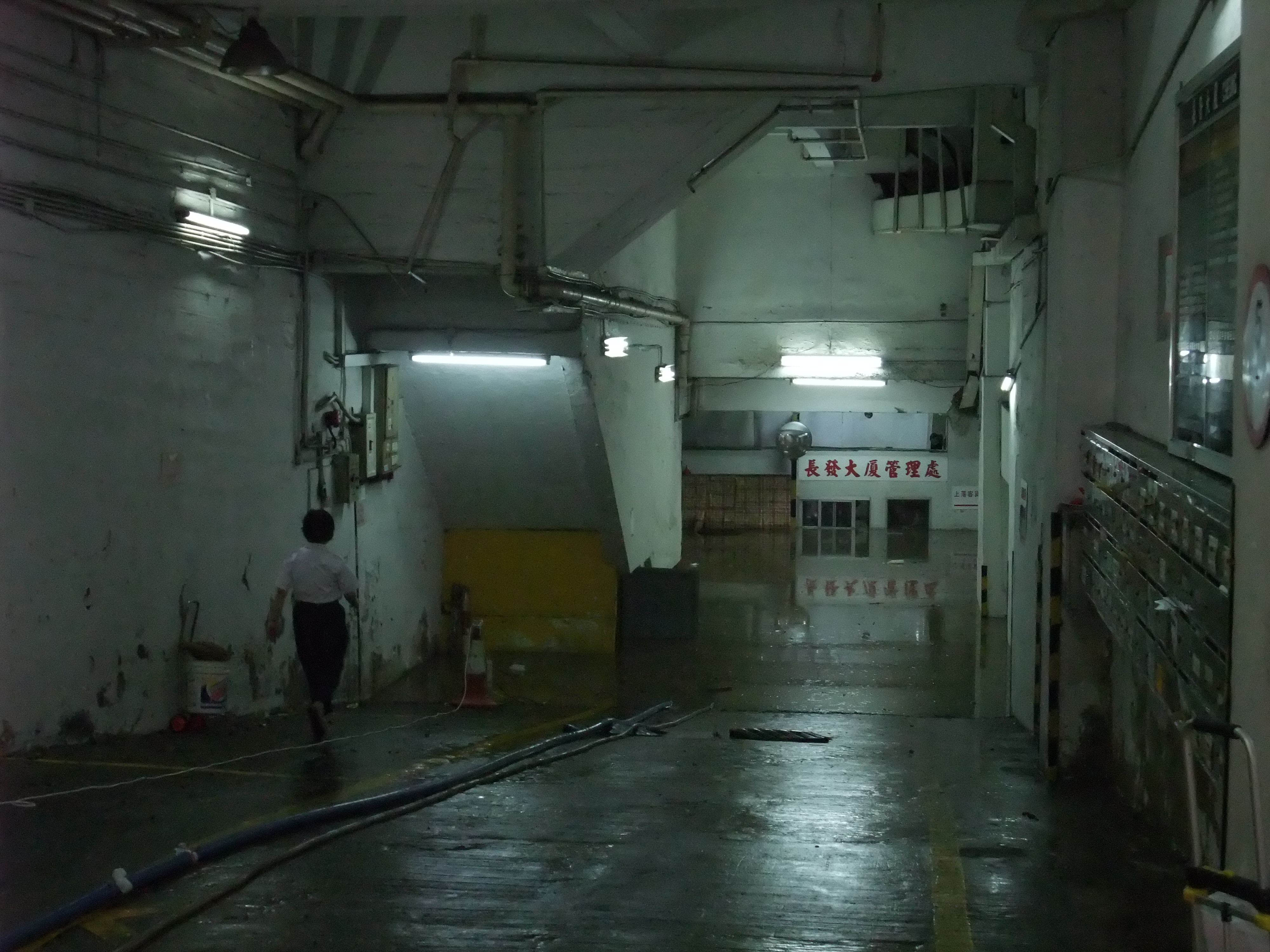
山道長發大廈的地庫停車場被泥水淹沒，遠景中的管理處大門只有一小半露出水面。

## 特色
張國榮、梅艷芳及萬梓良主演的電影《胭脂扣》。部分場景取影於此，慨嘆時代改變。

## 山道天橋

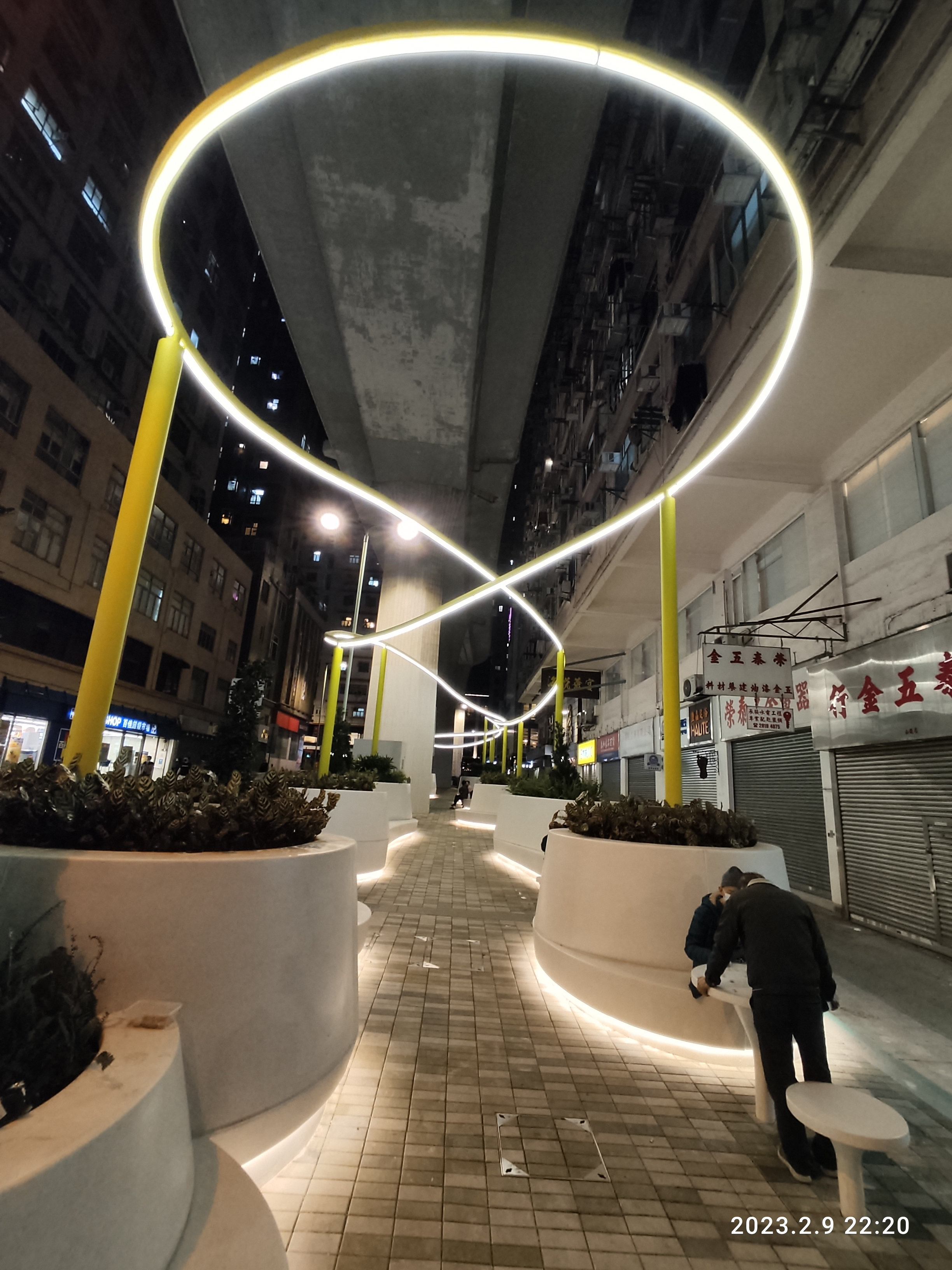
2022年12月改建後的山道休憩花園設置「山」形設施及動感燈光裝置）

山道之上有一條名為山道天橋的行車天橋，為山道最為矚目的建築物，被形容為一件解構主義建築傑作。天橋走向大致上跟山道相同，惟天橋兩端連接的位置略有不同。在一年一度的盂蘭節，山道天橋下會有人搭臨時戲棚，上演神功戲。
2019年，康文署聯同建築署、前政策創新與統籌辦事處和「未．共研社」的概念設計團隊為山道天橋底休憩處進行翻新工程，並以「山道有山」為設計概念。工程在2022年12月20日完成後，設置多個「山」形設施及動感燈光裝置，同時加設座椅、公共活動空間及象棋桌。

## 沿途主要建築
- 聖安多尼堂
- 香港潮商學校
- 聖公會聖彼得小學(山道70號校舍及88號校舍)
- 石塘咀市政大廈
- 香港今旅（前香港諾富特世紀港景酒店/香港盛貿飯店）
- 太平洋廣場
- 屈地街總站
- 山道排水隧道

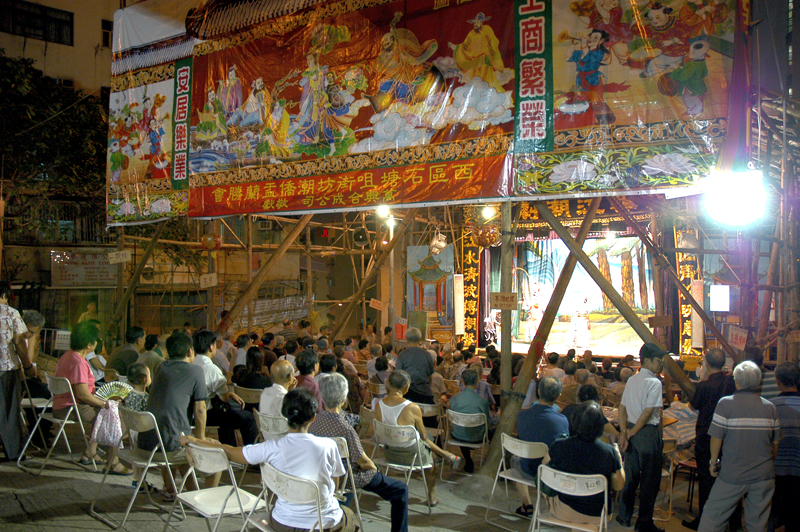
每年盂蘭節，西環山道天橋下有潮僑搭臨時戲棚，上演神功戲
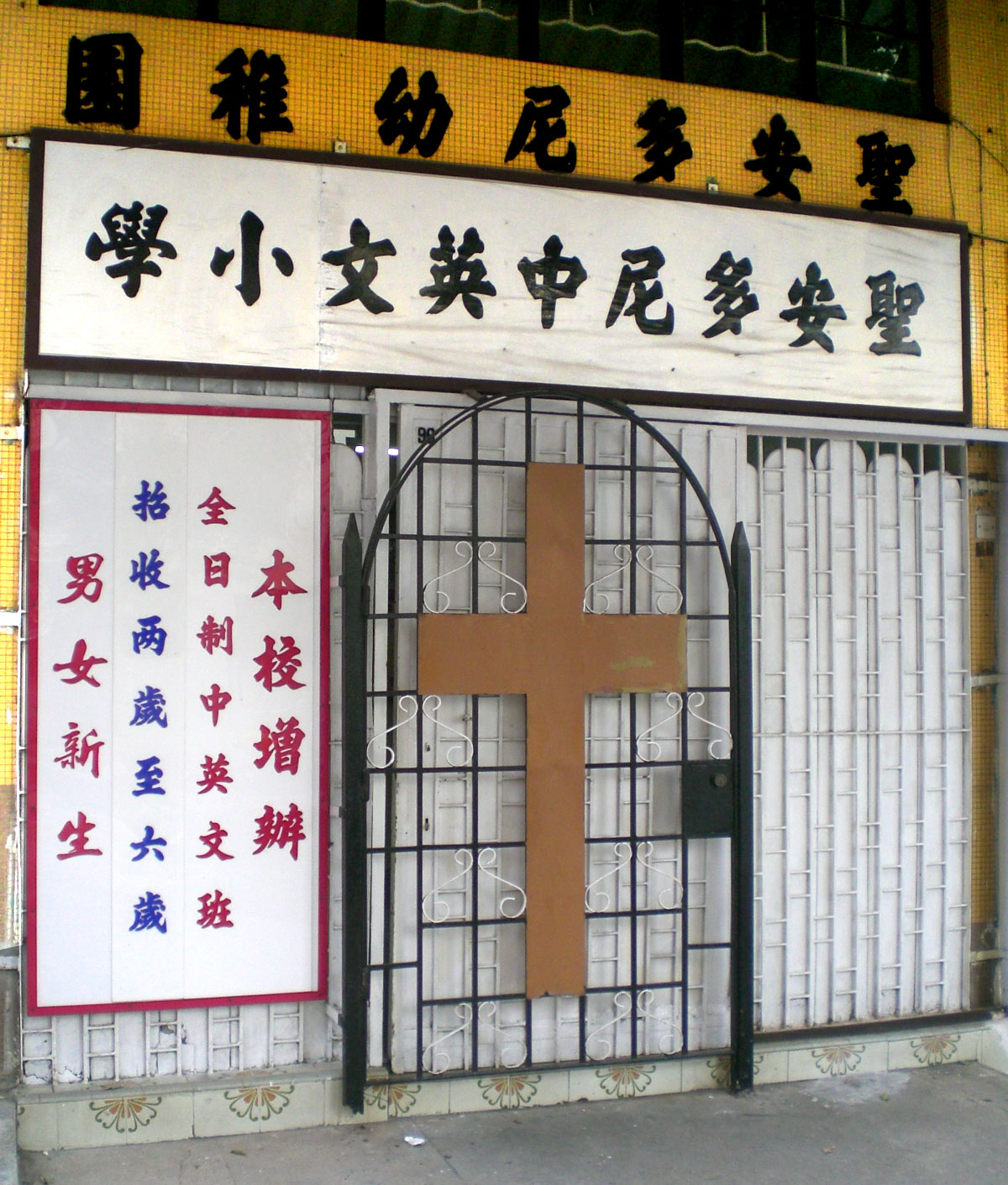
聖安多尼中英文小學暨幼稚園
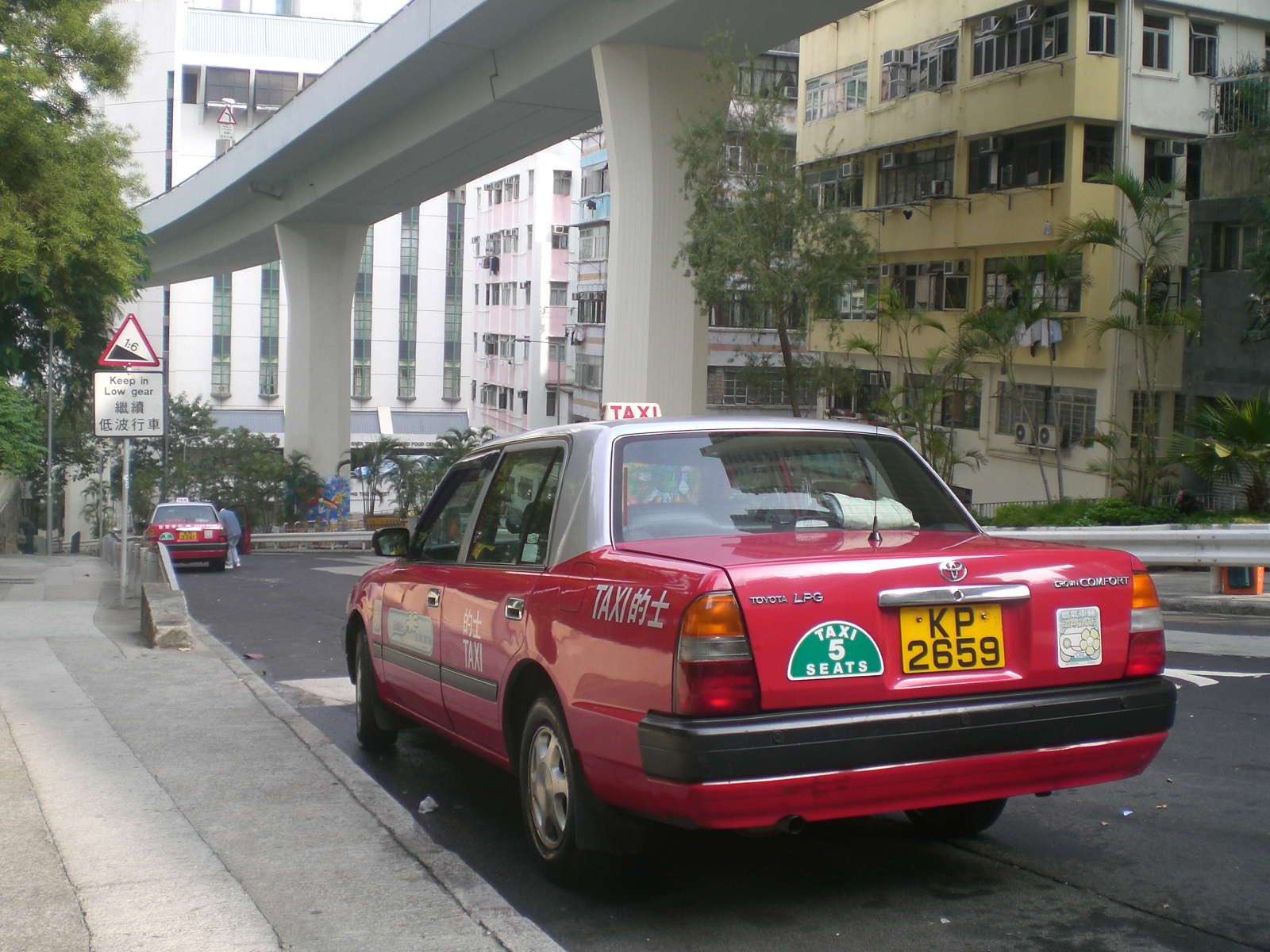
斜度1:6

## 外部連結
- 道路及鐵路－三十年代命名道路 （页面存档备份，存于）

22°17′07″N 114°08′09″E / 22.2854146°N 114.1357512°E